# ルートヴィヒ・ウィトゲンシュタイン
ルートヴィヒ・ヨーゼフ・ヨーハン・ウィトゲンシュタイン（独: Ludwig Josef Johann Wittgenstein、1889年4月26日 - 1951年4月29日）は、オーストリア・ウィーン出身の哲学者。イギリス・ケンブリッジ大学教授となり、イギリス国籍を得た。以後の言語哲学、分析哲学、科学哲学に強い影響を与えた。

## 概要
ケンブリッジ大学トリニティ・カレッジのバートランド・ラッセルのもとで哲学を学ぶが、第一次世界大戦後に発表された初期の著作『論理哲学論考』に哲学の完成をみて哲学の世界から距離を置く（前期ウィトゲンシュタイン）。その後、オーストリアに戻り小学校教師となるが、生徒を虐待したとされて辞職。トリニティ・カレッジに復学してふたたび哲学の世界に身を置くこととなる。やがて、ケンブリッジ大学の教授にむかえられた彼は、『論考』での記号論理学中心、言語間普遍論理想定の哲学に対する姿勢を変え、コミュニケーション行為に重点をずらしてみずからの哲学の再構築に挑む（後期ウィトゲンシュタイン）が、結局、これは完成することはなく、癌によりこの世を去る。62歳。生涯独身であった。なお、こうした再構築の試みをうかがわせる文献として、遺稿となった『哲学探究』がよく挙げられる。そのため、ウィトゲンシュタインの哲学は、初期と後期が分けられ、異なる視点から考察されることも多い。
哲学以外の業績として、航空工学分野でのチップジェット（プロペラ推進方式の一種）の発明、モダニズム建築（ストーンボロー邸）の設計が挙げられる。

### 名前の表記
Wittgensteinの「Wi」はオーストリアドイツ語および標準ドイツ語では「ウィ」ではなく「ヴィ」と発音される。ただし本項では、便宜的に日本語で慣用的に用いられてきた表記にしたがって、概要および以下の記述において、ルートヴィヒ本人に限り、「ウィトゲンシュタイン」に統一する。

## 生涯

### 幼少時代
1889年4月26日にオーストリア・ハンガリー帝国の首都ウィーンでヨーロッパ有数の裕福な家庭に生まれた。ウィトゲンシュタインは4歳になるまで言葉を話すことができず、その後も重度の吃音症を抱えていた。そのため両親は家庭教育に専念することに決め、彼を小学校に通わせなかった。祖父ヘルマン・クリスティアン・ヴィトゲンシュタインは、ドレスデン十字架教会で洗礼を受けユダヤ教からルター派に改宗したのち、ザクセンからウィーンへと転居したアシュケナジム・ユダヤ人商人であり、その息子カール・ヴィトゲンシュタイン（ルートヴィヒの父）はこの地において製鉄産業で莫大な富を築き上げた。ルートヴィヒの母レオポルディーネ（旧姓カルムス）はカトリックだったが、彼女の実家のカルムス家もユダヤ系であった。ルートヴィヒ自身はカトリック信仰を実践したとはいえないものの、カトリック教会で洗礼を受け、死後は友人によってカトリック式の埋葬を受けている。

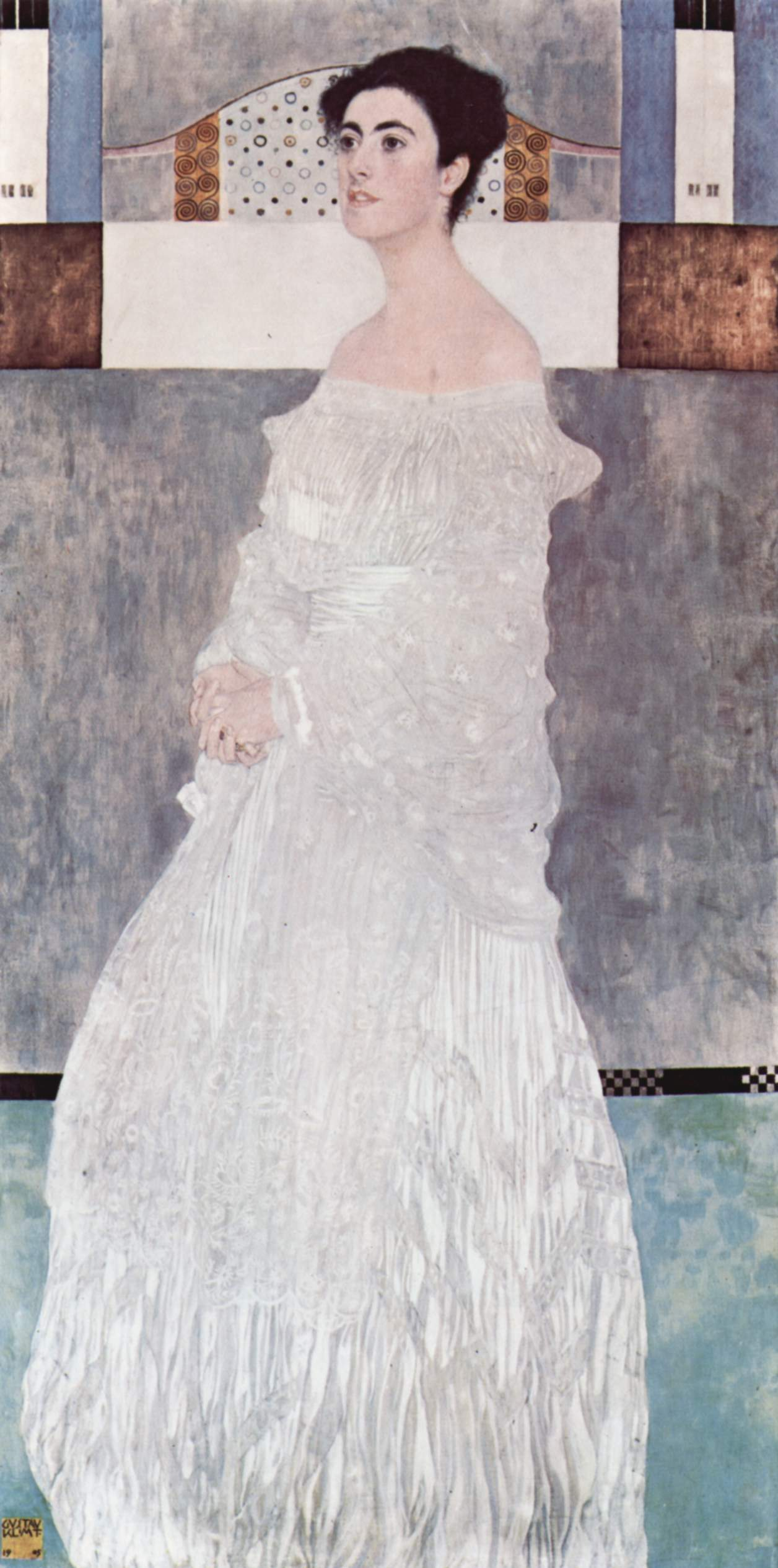
グスタフ・クリムトによるルートヴィヒの姉マルガレーテの肖像（1905年）

ルートヴィヒは8人兄弟の末っ子（兄が4人、姉が3人）として刺激に満ちた家庭環境で育った。ヴィトゲンシュタイン家は多くのハイカルチャーの名士たちを招いており、そのなかにはヨーゼフ・ホフマン、オーギュスト・ロダン、ハインリヒ・ハイネなどがいる。グスタフ・クリムトもヴィトゲンシュタイン家の庇護を受けた一人で、ルートヴィヒの姉マルガレーテの肖像画を描いている。
ウィトゲンシュタイン家の交友関係のなかでも、とりわけ音楽家との深い関わりは特筆にあたいする。ルートヴィヒの祖母ファニーの従兄弟にはヴァイオリニストのヨーゼフ・ヨアヒムがおり、彼はヘルマンの紹介でフェリックス・メンデルスゾーンの教えを受けていた。母レオポルディーネはピアニストとしての才能に秀でており、ヨハネス・ブラームスやグスタフ・マーラー、ブルーノ・ワルターらと親交を結んだ。叔母のアンナはフリードリヒ・ヴィーク（ロベルト・シューマンの師であり義父）と一緒にピアノのレッスンを受けていた。ルートヴィヒの兄弟たちも皆、芸術面・知能面でなんらかの才能を持っていた。ルートヴィヒの兄パウル・ヴィトゲンシュタインは有名なピアニストになり、第一次世界大戦で右腕を失ったのちも活躍を続け、モーリス・ラヴェルやリヒャルト・シュトラウス、セルゲイ・プロコフィエフらが彼のために左手だけで演奏できるピアノ曲を作曲している。ルートヴィヒ自身はクラリネットを吹いていた。
ルートヴィヒ自身にはずば抜けた音楽の才能はなかったが、彼の音楽への傾倒は生涯を通じて重要な意味をもった。哲学的著作のなかでもしばしば音楽の例や隠喩をもちいている。
一方、家族から引き継いだ負の遺産としてはうつ病や自殺の傾向がある。4人の兄のうちパウルを除く3人が自殺しており、ルートヴィヒ自身もつねに自殺への衝動と戦っていた。

### 学生時代
ウィトゲンシュタインは、1903年まで自宅で教育を受けている。
その後、技術面の教育に重点を置いたリンツの高等実科学校（レアルシューレ）で3年間の教育を受けた。このとき、同じ学校の生徒にはアドルフ・ヒトラーがいた。
ウィトゲンシュタインは、この学校に在校している間に信仰を喪失したと後に語っている。宗教への懐疑に悩むウィトゲンシュタインに対して、姉のマルガレーテは、アルトゥル・ショーペンハウアーの『意志と表象としての世界』を読んでみるよう薦める。ウィトゲンシュタインが哲学の道へ進む以前に精読した哲学書は、この一冊だけである。また、ウィトゲンシュタインは、ショーペンハウエルに若干の付加や明確化を施せば、基本的には正しいと思っていたと後に語っている。

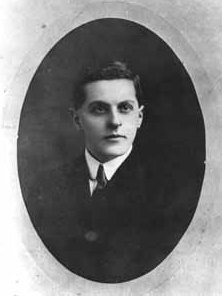
大学生時代のウィトゲンシュタイン（1910年）

同じ頃、ルートヴィッヒ・ボルツマンの講演集を読んで、ボルツマンのいるウィーン大学への進学を希望するが、ボルツマンの自殺により叶わなかった。そこで、航空工学に興味を持っていたウィトゲンシュタインは、高等実科学校を卒業した1906年から、ベルリンのシャルロッテンブルク工科大学（現ベルリン工科大学）で機械工学を学び、1908年の卒業後にはマンチェスターで行われていた大気圏上層における凧の挙動についての研究に参加した。その後、工学の博士号を取得するために、マンチェスター大学工学部へ入学した。そこで、彼は、ブレード端に備えた小型ジェットエンジンの推力によって回転するプロペラの設計に携わり、1911年には特許権を認定された。
この期間に機械工学と不可分である数学への関心から、バートランド・ラッセルの『数学原理』などを読んで数学基礎論に興味を持つようになり、その後、現代の数理論理学の祖といわれるゴットロープ・フレーゲのもとで短期間学んだ。1911年秋、ウィトゲンシュタインは、フレーゲの勧めでケンブリッジ大学のトリニティ・カレッジで教鞭を取るラッセルを訪ねた。哲学について専門の教育をまったく受けていなかったウィトゲンシュタインと少し話しただけで、ラッセルは即座にウィトゲンシュタインの類い稀な才能を見抜いた。なお、ラッセルは、ウィトゲンシュタインと最初にあったときの印象について、次のように書いている。
見知らぬドイツ人が現れた。頑固でひねくれているが、馬鹿ではないと思う。—An unknown German appeared … obstinate and perverse, but I think not stupid.
翌1912年にトリニティ・カレッジに入学を認められ、ラッセルやジョージ・エドワード・ムーアのもとで論理の基礎に関する研究を始めた。また、マクロ経済学を確立したジョン・メイナード・ケインズと知り合ったのもこの頃である。ケインズは、ウィトゲンシュタインに対して、友情と尊敬の念を終生にわたって抱きつづけた。
1913年、父の最期を看取るためにウィーンへ戻る。父の死によってウィトゲンシュタインは莫大な資産を相続したが、彼はその一部を匿名でオーストリアの芸術家に寄付した。
ウィトゲンシュタインは、それまでケンブリッジで成功裡に研究を進めていたが、多くの学者に囲まれた中では、最も根元的な問題に到達できないという感覚を抱くようになっていた。そのため、彼は、この年イギリスを離れたままほとんどケンブリッジへは戻らず、ノルウェーの山小屋に隠遁し、第一次世界大戦が始まるまでの全生活を研究に捧げた。時々ケンブリッジへ行くこともあったものの、書いた原稿をラッセルに渡すだけで、ノルウェーへとんぼ返りするのが常だった。彼は、この頃に執筆した論理学に関する論文で学位を取得することを考え、ムーアを通して大学当局へ打診したことがある。しかし、規定によると、学位論文にはきちんと註が付いていなければならない（どこまでが先行研究の引用で、どこからがオリジナルな研究かを示すため）。そのため、ウィトゲンシュタインの論文は規定を満たさないので通過しないとの返事がムーアから寄せられた。ウィトゲンシュタインは「どうしてそんなくだらない規定があるのか」「地獄へ落ちたほうがマシだ」「さもなければあなたが地獄へ落ちろ」とムーアを罵倒した。この一件でウィトゲンシュタインは友人と学位を一挙に失い、取り戻すのは実に15年後のこととなる。ともあれこの時期が生涯で最も情熱的で生産的な時期だったと彼はのちに回顧している。前期ウィトゲンシュタインの主著で哲学界に激震をもたらした『論理哲学論考』の元になるアイディアはこのときに書かれた。

### 第一次世界大戦時
1914年、第一次世界大戦が勃発し、8月7日にウィトゲンシュタインはオーストリア・ハンガリー帝国軍の志願兵になっている。クラクフへ着任し巡視船ゴプラナ号内で過ごすことになるが、隊内では孤独にさいなまれ、さらに兄パウルが重傷を負ってピアニスト生命を絶たれたと聞き「こんなときに哲学がなんの役に立つのか」との疑問に陥り、しばしば自殺を考える。そんなある日、ふと本屋へ立ち寄るがそこには1冊しか本が置いていなかった。それはレフ・トルストイによる福音書の解説書であり、ウィトゲンシュタインはこの本を購入して兵役期間中むさぼり読み、信仰に目覚めて精神的な危機を脱した。誰彼かまわずこの本を読んでみるよう薦め、戦友から「福音書の男」というあだ名までつけられるほど熱中したという。
このころから彼は哲学的・宗教的な内省をノートに頻繁に書き留めている。これらのメモのうち最も注目に値するのはのちに『論考』で全面的に展開される写像理論のアイディアであろう。これは後年の述懐によると、塹壕の中で読んだ雑誌の交通事故についての記事中の、事故についての様々な図式解説からヒントを得たものだという。11月にはかつて財政支援をした詩人ゲオルク・トラークルが鬱病で入院しウィトゲンシュタインに会いたがっているとの知らせを受け取る。自身も孤独と憂鬱に悩まされていたこともあり、あの天才詩人と親しく話せる仲になれればなんと幸せなことかと喜び勇んで病院へ見舞いに向かったが、到着したのはトラークルがコカインの過剰摂取により自殺した3日後のことであった。またフリードリヒ・ニーチェの選集も買い求めて『アンチ・キリスト』などのある部分には共感を覚えながらも信仰の念をかえって強める。
1915年に入ると、工廠の仕事に回されたため哲学的思索に耽る時間がなくなり自殺願望が再発するが、友人の手紙に励まされて再び執筆を始め、多くの草稿を残す。『論考』の第一稿もこのころには完成していたことがラッセル宛の書簡で知られているが現存していない。1916年3月、対ロシア戦の最前線に砲兵連隊の一員として配属される。ロシア軍の猛攻撃のさいには避難命令を斥けてまで戦い抜いた功績で勲章を受け、伍長へ昇進した。1917年後半にはロシア革命の影響で戦況が比較的平穏になり、ウィーンで休暇を取って過ごすこともできた。1918年には少尉に昇進、やがて協商国（イギリス、フランス、イタリア）軍と対峙するイタリア戦線の山岳砲兵部隊へ配属となる。ここでも偵察兵としてきわめて優秀な働きにより二度目の受勲をした。しかしオーストリア軍全体の劣勢は明らかであり、退却を余儀なくされたのち再び休暇が与えられる。この休暇中にはウィーンへ戻らず、ザルツブルクの叔父の家でついに『論考』を脱稿する）。さっそく敬愛する批評家カール・クラウスの著書を刊行していた出版社へ原稿を送るが、出版は拒否されてしまう。やむをえずウィトゲンシュタインはすでに崩壊しつつあるイタリアの前線へ戻るが、11月4日のオーストリア降伏の直前にイタリア軍の捕虜となり、はじめはコモ、のちにカッシーノの捕虜収容所へ送られることとなった。
1919年、ウィトゲンシュタインは収容所からラッセルに書き送った手紙で『論考』の概略を伝える。ラッセルはその重要性に気づき、収容所へ面会に行かなければならないと思ったが、そもそもラッセル自身が反戦運動により刑務所に投獄されていた。しかし、当時パリ講和会議のイギリス代表で各国政府機関に顔の利いたケインズの尽力で得た特権により、原稿はラッセルやフレーゲの元へ届けられた。そして8月21日、ウィトゲンシュタインはようやく釈放される。

### 『論考』出版

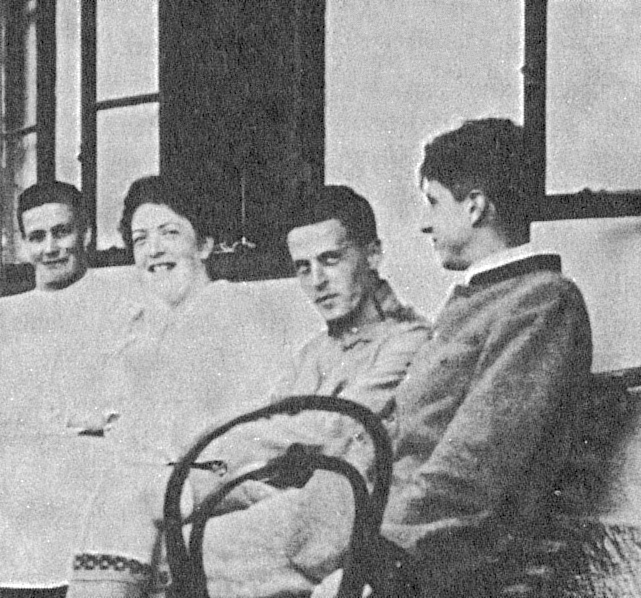
『論考』出版の頃のウィトゲンシュタイン(右から2番目に座っている人物・1920年)

ウィーンへ戻ったウィトゲンシュタインは『論理哲学論考』の原稿をヴィルヘルム・ブラウミュラー社へ持ち込んだが、印刷代を自分で持つなら出版してもよいとの返事しか帰ってこなかったため、この出版社からの刊行は断念する。というのもウィトゲンシュタインは復員して間もなく、親類や弁護士の説得に耳を傾けずに全財産を放棄していたためである。次いで彼はゴットロープ・フレーゲの論文を載せていた『ドイツ観念論哲学への寄与』という雑誌にフレーゲを通じて掲載を依頼するが、無名の新人哲学者のために雑誌の全紙面を割くわけにはいかないとの返事によりこれも断念。またこの間のやり取りによりフレーゲが『論考』をまったく理解していないことを知り落胆する。その後、かつてライナー・マリア・リルケやゲオルク・トラークルらへ財政支援をした際の代理人であり編集者でもあるルートヴィヒ・フォン・フィッカーを通じていくつかの出版社へ打診するがいずれもよい返事は得られず、ウィトゲンシュタインは失意の底へ落ち込むこととなる。この年（1919年）の12月、ウィトゲンシュタインはラッセルとハーグで待ち合わせて再会する。二人はこの本について語り合い、その議論に基づいた序文を高名なラッセルが書いて付け加えれば出版の望みは増すだろうというアイディアに達する。予想通りレクラム文庫が関心を寄せてきたためラッセルは序文を執筆するが、その原稿を見たウィトゲンシュタインは、ラッセルがフレーゲ同様に『論考』を理解できていないことを知りまたも失望する。1920年、レクラム社からも断りの返事が戻ってきたころ、ラッセルは「私の序文などどうでもいい、イギリスで出版してみてはどうか」と手紙を書くが、もはや『論考』出版への情熱を完全に失っていたウィトゲンシュタインは「ご自由にどうぞ」と返信。この頃ウィトゲンシュタインは再び自殺を考えるようになっていた。
著者であるウィトゲンシュタインが哲学への熱意を失い、田舎の小学校教師になったあとも（次節参照）なおラッセルは『論考』出版のために奔走した。1921年には友人のチャールズ・ケイ・オグデンを通してイギリスのキーガン・ポール社から英訳版の出版契約を、さらにヴィルヘルム・オストワルトが編集するドイツの雑誌『自然哲学年報』にオリジナルのドイツ語版を掲載する契約を取り付けるに至る。ラッセルの知らせを受けたウィトゲンシュタインは初めこそ素直に喜んだものの、オストワルトから送られてきた雑誌を見て、余りの誤植の多さに愕然とした。というのも、ウィトゲンシュタインがオストワルトに送ったタイプ原稿では、タイプライター上に存在しないさまざまな論理学記号をそれに似た形の別の記号で代用していたのであるが（例えば「⊂」の代わりに「C」など）、それがウィトゲンシュタインの校正を経ずにそのまま印刷されていたのである。しかしそれにやや遅れて開始された英語版の編集作業に関しては、翻訳にあたった数学者のフランク・ラムゼイとオグデンが誤植だらけのドイツ語版を見て感じた疑問点などをウィトゲンシュタインに問い合わせながら行ったため、その仕上がりはウィトゲンシュタインも満足のゆくものとなった。このときオグデンからウィトゲンシュタインに寄せられた質問の一つは題名に関するものであった。オストワルトのドイツ語版は原題 " Logisch-philosophische Abhandlung " のまま出版されたが、これをそのまま英訳すると意味の取りづらいものとなるため、英語版用に新しく題名を考えた方がよい、とオグデンは主張したのである。ラッセルは " Philosophical Logic " という案を寄せたが、ウィトゲンシュタインは「哲学的論理学」などというものは存在しないと拒否し、ムーアの提案したラテン語の表題 " Tractatus Logico - Philosophicus " を採用した。このタイトルは、バールーフ・デ・スピノザの " Tractatus Theologico-Politicus " （『神学・政治論』）になぞらえたものである。オグデンらとの打ち合わせを踏まえてウィトゲンシュタインは綿密な推敲、校正を行い、英独対訳版『論理哲学論考』は1922年11月、ようやく陽の目を見ることとなった。

### 『論考』後

#### 小学校教師として
『論理哲学論考』の前書きでも自負しているように、ウィトゲンシュタインは、この本を書き終えた時点で、哲学の問題はすべて解決されたと考え、ラッセルやオグデンらが刊行準備に奔走しているのを尻目に、哲学を離れてオーストリアに戻り、出征していたころから希望していた教師になるため、1919年9月から1920年7月まで教員養成学校へ通い、小学校教師資格証明書を取得する。
教育実習でウィトゲンシュタインが訪れたのは、ウィーンの南にあるニーダーエスターライヒ州の比較的に発展した町マリア・シュルッツの学校であった。しかし、ウィトゲンシュタインは、もっと田舎へ行きたいとみずから希望して、そこから近い村トラッテンバッハ（Trattenbach）へ赴任することとなった。
ウィトゲンシュタインの教育方針は、紙の上の知識よりも、子供たちが自分で好奇心をもって見聞を広めることを重視したものであった。理科の授業では、猫の骸骨を生徒と集めて骨格標本を作ったり、夜に集まって天体観測をしたり、自分の顕微鏡で道端の植物を観察させたりした。また、銅鉱山や印刷所、あるいは古い建築様式をもつ建築物のあるウィーンなどへの社会科見学もたびたび行なった。その他にも、数学ではかなり早い段階から代数学を教えるなど、非常に熱心な教育者であった。というのも、ウィトゲンシュタインが教職資格を取得したのは、旧弊的な教育方針に対する改革が、社会民主主義者たちによって進められていた時期だったからである。
しかし、こうした動きに対して、農村などの保守的な地域では反発も生まれていた。独自の教育方針を貫いたウィトゲンシュタインも、地元の村人や同僚の理解を得ることができず、しだいに孤立してゆくこととなる。その上、ウィトゲンシュタインは教師としてきわめて厳格であり、覚えの悪い生徒への体罰をしばしば行なっていたため、保護者たちは、よそ者であるウィトゲンシュタインに対する不信感を強めてゆくこととなった。
ただし、このような一面もある。生徒の女の子が何度も綴りを誤ってノートに記入したため、ウィトゲンシュタインはいつものように体罰を加え、さらに字を誤った理由を問いただした。だが、その女の子は、黙ったまま何も答えなかった。ウィトゲンシュタインが「病気か」と尋ねると、女の子は「はい」と嘘をついた。しかし、彼は、その嘘に気付くことができず、その女の子に涙を流して許しを請いた。
ウィトゲンシュタインは、1922年にハスバッハ村の中学校へ転勤するが、1ヵ月後にはプフベルクの小学校へ移る。このころから、ラムゼイやケインズらと書簡を交わして、旧交を温めはじめている。1924年、トラッテンバッハの隣村オッタータル（Otterthal）へ赴任した。ウィトゲンシュタインは、この地で『小学生のための正書法辞典』の編纂に着手した。オーストリアでは一部地域を除きオーストリアドイツ語が使用され、標準ドイツ語（Hochdeutsch）とは発音・スペルが異なる。また農村では方言の影響も強く、子供たちはしばしばスペルを間違えた。従来の教育法では、生徒の間違えた単語の正しい綴りを教師がそのつど黒板に書いて教えるという効率の悪い方法しかなかった。また既存の辞書は小学生が使用できるものではなかった。生徒が自ら学ぶことを重視したウィトゲンシュタインは、生徒たちの書いた作文から使用頻度の高い基本単語をリストアップして、約2500項目からなる単語帳を作成した。これを参照することによって、生徒はあらかじめ正しい綴りをみずから見出すことができるようになり、教師の側では生徒の作文にスペルミスを見つけたときに、一々訂正せずとも欄外に簡単な印を付けるだけで済むことになった。この『小学生のための正書法辞典』は、1926年に刊行された。生前に出版された彼の著書は、『論理哲学論考』とこの辞書だけである。
しかし、こうしたウィトゲンシュタインの熱意は、地元の父兄には理解されることなく、両者の間の溝はますます深まり、狂人だという噂まで広がった。この頃、ケインズに宛てた書簡では、教職を諦めたときには、イギリスで仕事を探したいので、協力を頼みたいと伝えている。1926年4月、質問に答えられない一人の生徒に苛立ったウィトゲンシュタインは、例によって体罰を加えた。頭を叩かれたその生徒はその場で気絶してしまい、さすがのウィトゲンシュタインも慌てて医師を呼んだ。しかし、このとき気絶した生徒の母親を住み込みの家政婦として雇っていた男が、ウィトゲンシュタインに罵詈雑言を浴びせ、そのうえ他の村民と共謀してウィトゲンシュタインを精神鑑定にかけるよう警察に訴えるという法的行為に及んだため、事態は収拾困難になってしまった。4月28日、彼は辞表を提出した。
辞職して間もないころ、絶望の淵にあったウィトゲンシュタインは、修道僧になって世捨て人として生きようと考えて修道院を訪ねたが、修道院長から聖職者になる動機としては不純であると諭されて、諦めざるをえなかった。しかし、それでも社会復帰をする気になれなかったため、ウィーン郊外のヒュッテルドルフにある別の修道院へ行き庭師になった。

#### 建築家として

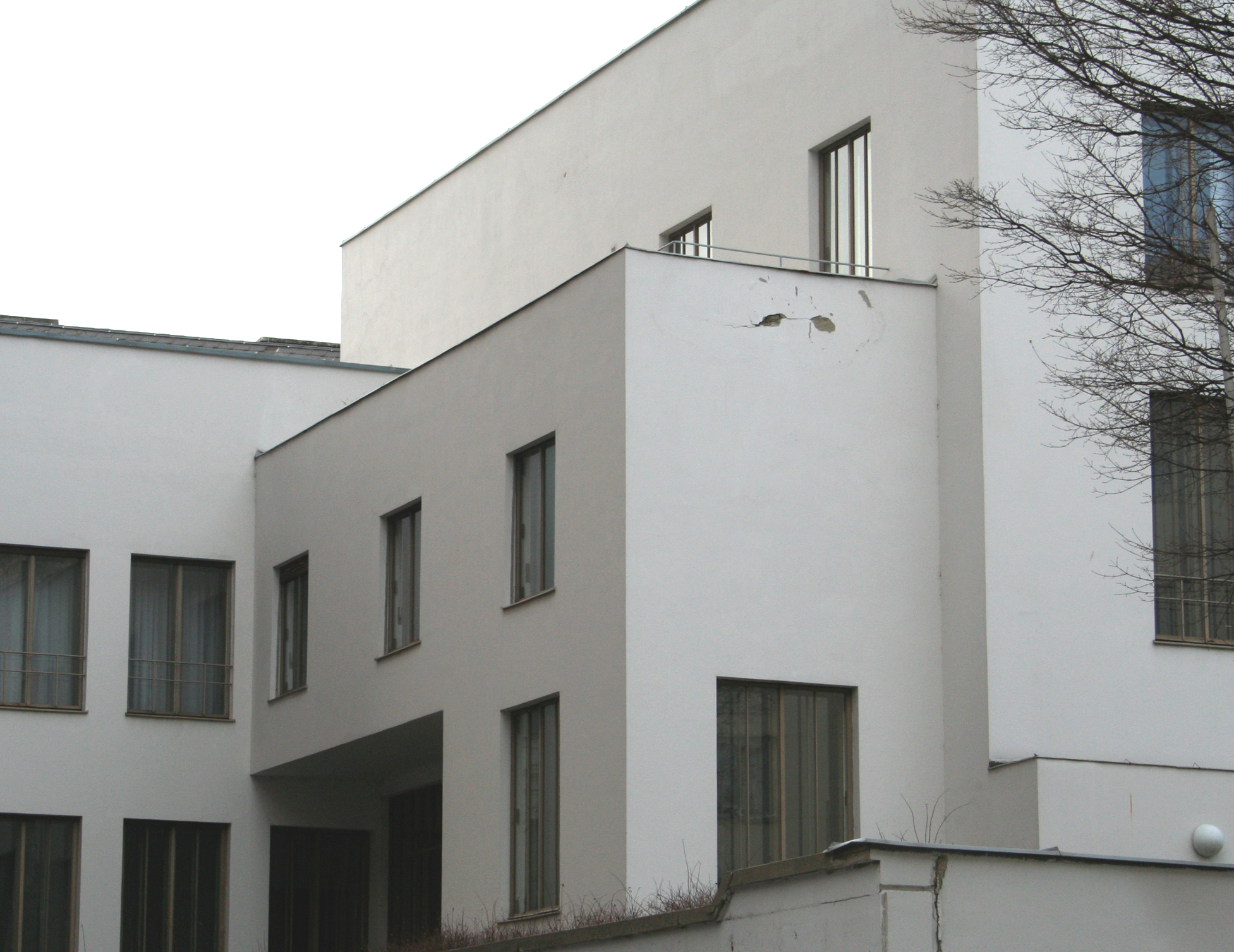
ウィトゲンシュタインの設計したストーンボロー邸

失意に沈むウィトゲンシュタインを救う出来事がいくつかあった。ひとつはこのころ、姉のマルガレーテ・ストーンボローの新しい家の設計をしたことである。
かつて、ウィトゲンシュタインから財政支援を受けていた建築家アドルフ・ロースの紹介によりヴィトゲンシュタイン家と親しくなっていたロースの弟子パウル・エンゲルマンはすでにウィトゲンシュタインの兄パウルの陶磁器コレクションの展示室などを手がけており、次いでマルガレーテの私宅の建築依頼を引き受けたさいに、大まかな設計図が完成したところでウィトゲンシュタインに細部の仕上げに関して協力をもちかけたのである。
細部も含めて設計図が完成したのは1926年のことであるが、家の落成までには実に2年を要することとなった。というのも、彼がドアノブや暖房の位置や部品のような細部にまで偏執的にこだわり、1ミリの誤差も技師に許さなかったためである。ほとんど完成に近づいたところで「天井をあと3センチ上にずらしてほしい」と言い出すなど、建築業者泣かせの無理な注文もしばしば出したと伝えられている。
ようやく完成した家は、外装がほとんどない上にカーペットやカーテンすら一切使用しないという、極端に簡潔ながら均整のとれたものとなった。当時のウィーンの優美な建築の中にあっては極めて異色なこの家は、モダニズム建築としてある程度の賞賛を得た。この知的な仕事への献身がウィトゲンシュタインにとっては精神を回復させるのに役立った。
同時期にはこの建築の仕事のほかにも、第一次世界大戦末期にイタリアの捕虜収容所で知り合った彫刻家ミヒャエル・ドロービルのアトリエで少女の胸像を製作するなどして、もっぱら教師生活の挫折による精神的疲労を回復するための日々を送った。この胸像のモデルになったのはマルガレーテの紹介で知り合ったマルガリート・レスピンガーというスイス人女性であり、やがて二人はいずれ結婚することになるのだろうと周囲からみなされるほど親密になった。ウィトゲンシュタインがその生涯においてこうした関係をもったことが知られている女性はこのマルガリートただ一人であるが、この交際も1931年には破綻した。

#### ウィーン学団
ウィトゲンシュタインがまだ小学校教師として悪戦苦闘していた頃、学会では『論理哲学論考』が話題の的となっていたが、特にウィーン学団の名で知られる研究サークルでは、出版直後の1922年にハンス・ハーンが『論考』をゼミのテキストに用いてからというもの、『論考』を主題とした講演を行なったり、メンバー同士で1行ずつ検討を加えながら輪読したりするなど、並々ならぬ関心を寄せていた。
ウィーン学団とは、第一次世界大戦の前後から、ウィーン大学の若手の学者たちが、エルンスト・マッハやバートランド・ラッセル、ダフィット・ヒルベルト、アルベルト・アインシュタインなどの画期的な研究成果に刺激を受けて、作ったサークルを母体とする研究グループである。その中心となったのは、モーリッツ・シュリックやルドルフ・カルナップ、フリードリヒ・ヴァイスマンらであり、やがてハーバート・ファイグル、フィリップ・フランク（Philipp Frank）、クルト・ゲーデル、ハンス・ハーン、ヴィクトール・クラフト（Victor Kraft）、カール・メンガー、オットー・ノイラートなど錚々たるメンバーを擁することとなるこのサークルは、1929年にウィーン学団を名乗るようになる。ウィーン学団は、論理実証主義を標榜し、形而上学を脱却して科学的世界観を打ち立てようとの志を抱いていた。そして、そのためには論理学と科学、とりわけ数学の基礎に関する徹底的な再検証が必要であると考えて、ラッセルやフレーゲの仕事を熱心に研究していたのである。そんな矢先に現れた『論考』は、彼らにとって『聖書』のようなものとさえなった。
シュリックは、1924年に「自分は『論考』の重要さと正確さを確信しており、そこに述べられている思想を世に知らしめることを心底から望んでいる」との手紙を当時プフベルクにいたウィトゲンシュタインに書き送り、何とか面会したいという意向を伝えた。ウィトゲンシュタインは、快い返事を出したが、両者の都合がつかなかったために、シュリックが実際にストーンボロー邸に滞在していたウィトゲンシュタインのもとを訪れるのは、1927年2月のこととなった。ウィトゲンシュタインは、すぐにシュリックが理解力もあり人格も高潔な優れた人物であることに気付き、それ以後たびたび会合をもって議論を交わすようになった。
シュリックは、ウィトゲンシュタイン本人をウィーン学団に引き入れようとしていたがこれは叶わなかった。それどころか、当初ウィトゲンシュタインは、学団の討論会に顔を出すことすら拒絶した。何度かの会合を経た後に、ようやくシュリックはウィトゲンシュタインから「学団の討論会とは別のところで、ごく少数の気の合いそうなメンバーとだけなら会ってもよい」との返事を引き出すことに成功する。選ばれたのは、カルナップ、ワイスマン、ファイグルらであった。シュリックは、それまでにウィトゲンシュタインと接して得た経験から、いつも学団で交わされているような哲学談義をウィトゲンシュタインが望んでいないことを理解していた。そのため、他のメンバーにはなるべくこちらから議論をもちかけるのではなく、ウィトゲンシュタインに自発的に語らせるよう厳命した。すると、ウィトゲンシュタインは、彼らに対して「自分はもう哲学には関心がないのだ」と強調したり、突然ラビンドラナート・タゴールの詩（その神秘思想は論理実証主義の対極にある）を朗読するなどしてカルナップらを驚愕させた。一方、ウィトゲンシュタインも、シュリックらとの議論を通して、彼らが『論考』を根本的に誤解していることに気付き、ときには議論をまったく拒絶した。
こうした会合がしばらく続いたが、やがてウィトゲンシュタインは、カルナップとファイグルに対しては、方法論や関心事だけでなく、気質的にも相容れないものがあると感じて、距離を置くようになる。こうして、ウィトゲンシュタインとウィーン学団との交流は、シュリックとワイスマンの二人に限られてしまうが、この二人とは後に『ウィトゲンシュタインとウィーン学団』として記録がまとめられるほどの対話を重ねており、ワイスマンとは共著を出版する計画まで立てていた。しかし、ウィトゲンシュタインのケンブリッジ復帰後（次節参照）の1936年に、シュリックがウィーン大学構内で反ユダヤ主義者の学生に射殺されると、それきりウィトゲンシュタインとウィーン学団との交流は、一切断ち切られてしまう。
このウィーン学団との関係がまだ友好的に保たれていた1928年3月、ウィーンでオランダの数学者ライツェン・エヒベルトゥス・ヤン・ブラウワーが「数学・科学・言語」という題で直観主義 (数学の哲学)に関する講演を行なった。ワイスマンとファイグルは、嫌がるウィトゲンシュタインを何とか説得して、この講演に出席させることに成功した。講演終了後、3人は近くの喫茶店へ入って数時間を過ごした。そのとき、突如ウィトゲンシュタインが哲学について雄弁に語りはじめた。そのときウィトゲンシュタインが語ったのは、後期の彼の思想の萌芽ともいえるものであり、「おそらくこれを契機としてウィトゲンシュタインは再び哲学者になったのだ」とファイグルは述べている。また、ウィトゲンシュタインは、同じ頃にケンブリッジの若い哲学者であり『論考』の英訳者でもあるフランク・ラムゼイとも会って議論を重ねており、それを通じて次第に『論考』には重大な誤りがあるのではないかと考えるようになったことも哲学への関心を取り戻すきっかけとなっている。
ウィトゲンシュタインは、哲学研究に再び取り組む意思を固め、ストーンボロー邸の完成した1928年秋から、ケインズと手紙のやり取りを通してイギリスへ行く手筈を立て、1929年1月18日にケインズの客として16年ぶりにケンブリッジ大学へ足を踏み入れた。その日、ウィトゲンシュタインを出迎えたケインズは妻に宛てた手紙にこう書いた。

### ケンブリッジへの復帰
ウィトゲンシュタインは学位を取得していなかったが、これまでの研究で博士号には十分だと考えたラッセルの薦めで、1929年『論理哲学論考』を博士論文として提出した。面接でウィトゲンシュタインはラッセルとムーアの肩を叩き、「心配しなくていい、あなたがたが理解できないことは分かっている」と言ったという。ムーアは試験官の報告のなかで「私の意見ではこれは天才の仕事だ。これはいかなる意味でもケンブリッジの博士号の標準を越えている」という趣旨のコメントを記している。（但し、これはケンブリッジに導入されたアメリカ流の学位制度を軽蔑していたムーアによる学位制度への皮肉だという解釈もある。）ウィトゲンシュタインは講師として採用され、トリニティ・カレッジのフェローとなる。この時期、カフェテリア・グループと呼ばれた一群に参加して、ジョン・メイナード・ケインズの確率論や経済学者フリードリヒ・ハイエクの経済理論についての議論を行ったりもしている。

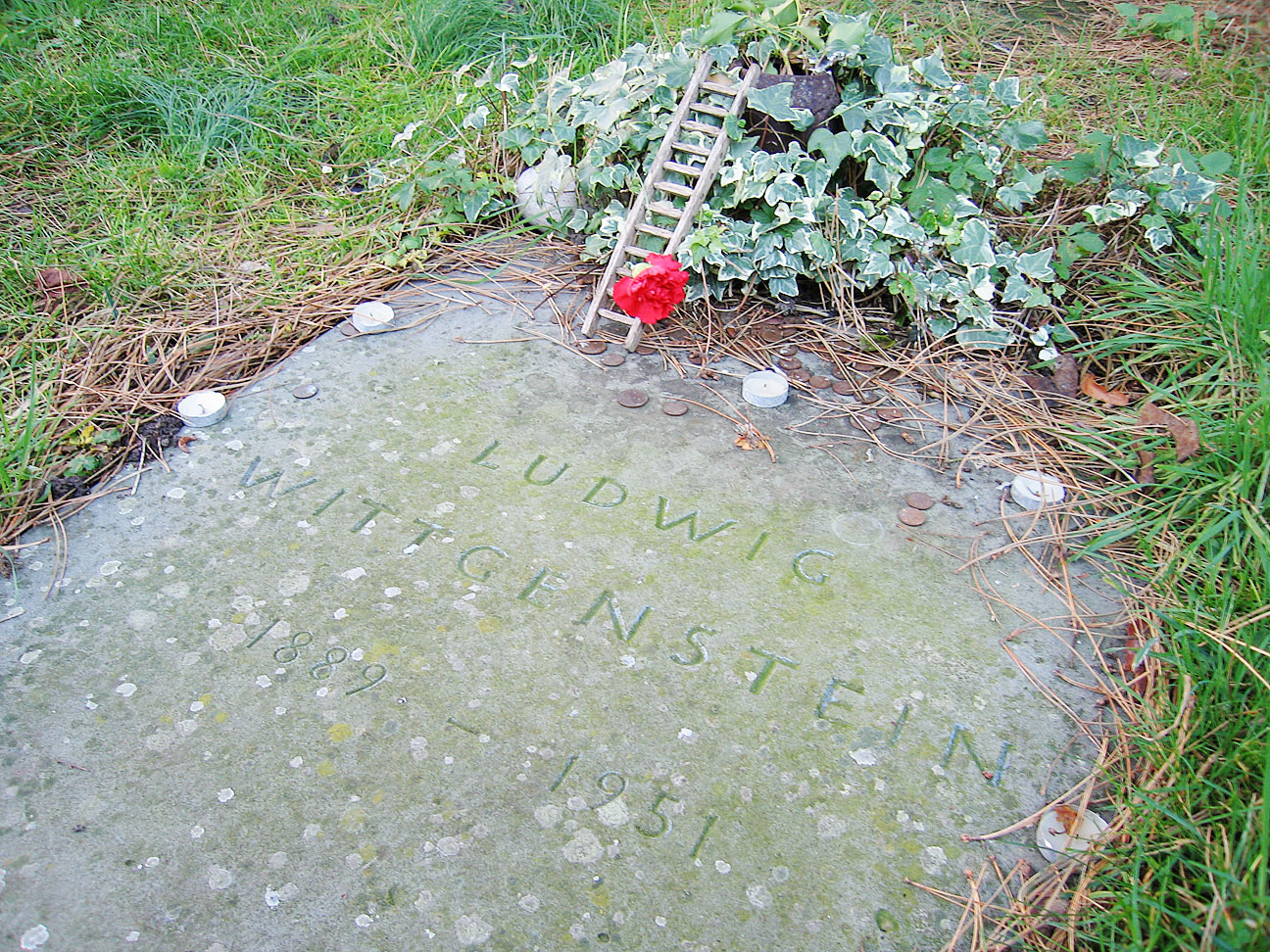
ウィトゲンシュタインの墓。
墓石の上方に小さなハシゴが架けられているのが見える。これは『論考』の命題6.54にある「読者はハシゴを登りきったあとでそのハシゴを取り払ってしまわなければならない」（＝ここに書かれているようなことを乗り越えてもらわなければならない）という記述にちなんでいる。

1939年にムーアが退職し、すでに哲学の天才と目されていたウィトゲンシュタインはケンブリッジ大学の哲学教授となり、その後すぐにイギリスの市民権を獲得した。
1946年10月25日、どの問題が本物である、あるいはまさに言語学的な問題であるかをカール・ポパーと議論した際にケンブリッジ大学キングス・カレッジ倫理科学部の会合でポパーに対し一つの倫理的命題を示せと言いながら火かき棒を振り回した際に「招待された講師を脅さないこと」とポパーに答えられ、激怒して会合から去ったと言われている。ただし、この話は目撃者の証言がまちまちである。
ウィトゲンシュタインは哲学研究のあいまに西部劇をみたり推理小説を読んだりして気分転換するという意外な面があった。これは、音楽はヨハネス・ブラームスまでしか認めず、それよりも後の時代の音楽作品は頽廃だとして受け入れなかったことと対照的である。また、彼が同性愛者であったという面についてはかなり議論があるが、フランシス・スキナーほか何人かの男性と関係をもったことは確かだといわれている。
晩年のウィトゲンシュタインの仕事は彼の意向でアイルランド西海岸の田舎の孤独のなかで行われた。1949年に前立腺がんと診断されたときには、死後に出版されることになる後期ウィトゲンシュタインの主著『哲学探究』の原稿がほぼできあがっていた。生涯最後の2年をウィトゲンシュタインはウィーン、アメリカ合衆国、オックスフォード、イギリスのケンブリッジで過ごした。オックスフォードで彼の影響をうけたのがギルバート・ライルである。1951年、ウィトゲンシュタインは最後の挨拶をしようとした友人たちが到着する数日前、ケンブリッジで死去した。最期の言葉は「素晴らしい人生だったと伝えてくれ(Tell them I've had a wonderful life)」だったという。

## その哲学
ウィトゲンシュタインの哲学は極めて単純には前期と後期に分けられる。やや詳しく見れば、
前期（1889-1921年）
（ほとんど不詳な）学生時代、『論理哲学論考』のアイディアが纏められつつあった第一次世界大戦とそれに続く時代（「日記」）、『論考』の時代。
中期前半（1922-1933年）
哲学への復帰と現象主義や文法一元論、およびそこから推移してゆく『哲学的文法』、『哲学的考察』の時代。
中期後半（1933-1935年）
『考察』の考えからの変化を深めていく『黄色本』、『青色本』、『茶色本』。
後期前半（1936-1945年）
『哲学探究』、特にその第1部400節ころまで。
後期後半（1946-1949年）
『哲学探究』第1部の残余の執筆を経て、さらなる変化に到るとも想像されている第2部への時代。
晩期（1949-1951年）
死の直前の『確実性の問題』。
とその思考は細かく推移している。以下では、『論考』、『哲学的文法』、『青色本』、『哲学探求』、『確実性の問題』の5著作をそれぞれの段階の主要素材として彼の哲学の概要を紹介する。

### 前期：『論理哲学論考』
原題は " Logisch-philosophische Abhandlung/ Tractatus Logico-Philosophicus " である。
『論考』は数字が振られた短い断章の寄せ集めとして構成されているが、ウィトゲンシュタインによれば命題 4 に対しては 4.1、4.2 …が、4.1 に対しては 4.11、4.12 …がそれぞれ注釈・敷衍を加えるといった関係になっており、したがって（その番号付けがどこまで厳密なものかはさておき）『論考』中の小数点以下のない七つの断章こそ『論考』の基本主張だということになる。その七つの断章は以下の通りである。
1. 「世界は起こっている事の総体である」
" Die Welt ist alles, was der Fall ist."
2. 「起こっている事、すなわち事象とは、諸事態の存立のことである」
" Was der Fall ist, die Tatsache, ist das Bestehen von Sachverhalten."
3. 「事象の論理像が思想（思考対象）である」
" Das logische Bild der Tatsachen ist der Gedanke."
4. 「思想は有意義な命題である」
" Der Gedanke ist der sinnvolle Satz."
5. 「命題は諸要素命題の真理関数である」
" Der Satz ist eine Wahrheitsfunktion der Elementarsätze."
6. 「真理関数の一般形式は{\displaystyle [{\bar {p}},{\bar {\xi }},N({\bar {\xi }})]}である」
" Die Allgemeine Form der Wahrheitsfunktion ist : {\displaystyle [{\bar {p}},{\bar {\xi }},N({\bar {\xi }})]}"
7. 「語りえないことについては人は沈黙せねばならない」
" Wovon man nicht sprechen kann, darüber muss man schweigen."

### 後期：『哲学探究』
ウィトゲンシュタインの主著は『論考』である（まとまった著作はこれしか出版していないので当然である）が、今日では『哲学探究』も広く知られている。『探究』は1953年、彼の死後2年経ってようやく出版された。2部に分けられた（厳密にいうと、2つの遺稿が『哲学探究』という1つの題のもとに刊行された）うちの第1部（番号のつけられた693の断章）の大部分は、1946年には出版直前までこぎ着けていたが、ウィトゲンシュタイン自身によって差し止められた。第1部より短い第2部は遺稿の管理人であり『探究』の編纂者でもあった分析哲学者エリザベス・アンスコムとラッシュ・リーズによってつけ加えられた。
ウィトゲンシュタインの解説者たちの間ですべての見解が一致することはまずありえないとしばしばいわれるが、とりわけ『探究』に関しては紛糾を極め、議論百出の様相を呈している。『探究』のなかで、ウィトゲンシュタインは哲学を実践する上で決定的に重要であると考える言語の使用についての所見を述べる。端的にいうならば、われわれの言語を言語ゲーム（in sich geschlossene Systeme der Verständigung、言語的了解行為という自己完結した諸体系）として描いてみせる。意味の源泉を「言語の使用」に帰するこうした見解は、意味を「言葉からの表出」とする古典的言語学の観点はもちろん、『論考』時代のウィトゲンシュタイン自身の考え方からも大きくかけ離れている。
後期ウィトゲンシュタインの最もラディカルな特徴は「メタ哲学」である。プラトン以来およそすべての西洋哲学者の間では、哲学者の仕事は解決困難に見える問題群（「自由意志」、「精神」と「物質」、「善」、「美」など）を論理的分析によって解きほぐすことだという考え方が支配的であった。しかし、これらの「問題」は実際のところ哲学者たちが言語の使い方を誤っていたために生じた偽物の問題にすぎないとウィトゲンシュタインは考えたのである。
言語は日常的な目的に応じて発達したものであり、したがって日常的なコンテクストにおいてのみ機能するのだとウィトゲンシュタインは述べる。しかし、日常的な言語が日常的な領域を超えて用いられることにより問題が生じる。分かりやすい例をあげるならば、道端で人から「いま何時ですか？」と聞かれても答えに戸惑うことはないだろう。しかし、その人が続けて「じゃあ、時間とは何ですか？」と尋ねてきた場合には話が別である。ここで肝要な点は、「時間とは何か」という問いは（伝統的な形而上学のコンテクストにおいてはたえず問われてきたものの）事実上答えをもたない——なぜなら言語が思考の可能性を決定するものだと見なされているから——ということである。したがって厳密にいうとそれは問題たりえていない（少なくとも哲学者がかかずらうべきほどの問題ではない）とウィトゲンシュタインはいう。
ウィトゲンシュタインの新しい哲学的方法論には、形而上学的な真実追究のために忘れ去られた言語の慣用法について読者に想起させることが必要だった。一般には、言語は単独ではなんら問題なく機能するということが要点である（これに関しては哲学者による訂正を必要としない）。このように、哲学者によって議論されてきた"大文字の問題"は、彼らが言語および言語と現実との関係について誤った観点にもとづいて仕事をしていたためにもたらされたのだということを彼は証明しようと試みた。歴代の西洋哲学者は人々から信じられてきたほど「賢い」わけではないのだ、彼らは本来用いられるべきコンテクストを離れて言語を用いたために言語の混乱に陥りやすかっただけなのだと。したがってウィトゲンシュタインにとって哲学者の本務は「ハエ取り壺からハエを導き出す」ようなものであった。すなわち、哲学者たちが自らを苦しめてきた問題は結局のところ「問題」ではなく、「休暇を取った言語」の例にすぎないと示してみせることである。哲学者は哲学的命題を扱う職人であるよりはむしろ苦悩や混乱を解決するセラピストのようであるべきなのだ。

### 晩期：『確実性の問題』
癌による自らの生涯の終わりを目前にし、眠っていた若き日のウィトゲンシュタインが再び目を覚ましたかのように、死に至る直前まで熱意をもって書き続けたもの。

## 著作（日本語訳書）
- 『ウィトゲンシュタイン全集』 全10巻・補巻2、大修館書店、1975年-1988年。ISBN 4-469-11010-8。
  - 『第1巻 論理哲学論考 草稿 1914-1916 論理形式について』奥雅博訳、1975年。ISBN 4-469-11011-6。
  - 『第2巻 哲学的考察』奥雅博訳、1978年10月。ISBN 4-469-11012-4。
  - 『第3巻 哲学的文法1』山本信訳、1975年。ISBN 4-469-11013-2。
  - 『第4巻 哲学的文法2』坂井秀寿訳、1976年。ISBN 4-469-11014-0。
  - 『第5巻 ウィトゲンシュタインとウィーン学団 倫理学講話』黒崎宏・杖下隆英訳、1976年。ISBN 4-469-11015-9。
  - 『第6巻 青色本・茶色本 個人的経験および感覚与件について フレーザー金枝篇への所見』大森荘蔵・杖下隆英訳、1975年。ISBN 4-469-11016-7。
    - 『青色本』大森荘蔵訳、筑摩書房〈ちくま学芸文庫〉、2010年11月。ISBN 978-4-480-09326-4。

  - 『第7巻 数学の基礎』中村秀吉・藤田晋吾訳、1976年。ISBN 4-469-11017-5。
  - 『第8巻 哲学探究』藤本隆志訳、1976年。ISBN 4-469-11018-3。
  - 『第9巻 確実性の問題・断片』黒田亘・菅豊彦訳、1975年。ISBN 4-469-11019-1。
  - 『第10巻 講義集』藤本隆志訳、1977年11月。ISBN 4-469-11020-5。
  - 『補巻 1 心理学の哲学1』佐藤徹郎訳、1985年4月。ISBN 4-469-11026-4。
  - 『補巻 2 心理学の哲学2』野家啓一訳、1988年12月。ISBN 4-469-11027-2。
- 『論理哲学論考』（"Tractatus Logico-Philosophicus"）
  - 『論理哲学論考』藤本隆志・坂井秀寿訳、法政大学出版局〈叢書・ウニベルシタス 6〉、1968年。ISBN 4-588-00006-3。
  - 「論理哲学論」『ラッセル，ウィトゲンシュタイン，ホワイトヘッド』山元一郎編、中央公論社〈世界の名著 58〉、1971年。
  - 「論理哲学論」『ラッセル，ウィトゲンシュタイン，ホワイトヘッド』山元一郎編、中央公論社〈中公バックス 世界の名著 70〉、1980年1月。ISBN 4-12-400680-2。
    - 『論理哲学論』山元一郎訳、中央公論新社〈中公クラシックス〉、2001年7月。ISBN 4-12-160010-X。

  - 『論理哲学論考』野矢茂樹訳、岩波書店〈岩波文庫〉、2003年8月。ISBN 4-00-336891-6。
  - 『論理哲学論考』中平浩司訳、筑摩書房〈ちくま学芸文庫〉、2005年5月。ISBN 4-480-08920-9。
  - 『論理哲学論考』木村洋平訳、社会評論社、2007年1月。ISBN 978-4-7845-0873-0。
    - 『『論理哲学論考』対訳・注解書』木村洋平訳・注解、社会評論社、2010年10月。ISBN 978-4-7845-1802-9。

  - 『論理哲学論考』丘沢静也訳・野家啓一解説、光文社古典新訳文庫、2014年1月。ISBN 978-4-3347-5284-2。
- 『哲学探究』（"Philosophisch Untersuchungen"）
  - 『哲学的探究 第1部』黒崎宏訳・解説、産業図書、1994年3月。ISBN 4-7828-0085-1。
  - 『哲学的探究 第2部』黒崎宏訳・解説、産業図書、1995年1月。ISBN 4-7828-0090-8。
  - 『『哲学的探求』読解』黒崎宏訳・解説、産業図書、1997年4月。ISBN 4-7828-0107-6。
  - 『哲学探究』丘沢静也訳・野家啓一解説、岩波書店、2013年8月。ISBN 978-4-0002-4041-3。
  - 『哲学探究』鬼界彰夫訳、講談社、2020年11月。ISBN 978-4-06-219944-5。
- 講義録
  - デズモンド・リー 編『ウィトゲンシュタインの講義 I ケンブリッジ一九三〇年-一九三二年 ジョン・キングとテズモンド・リーのノートより』山田友幸・千葉惠訳、勁草書房〈双書プロブレーマタ III-2〉、1996年11月。ISBN 4-326-19895-8。
  - アリス・アンブローズ 編『ウィトゲンシュタインの講義 II ケンブリッジ1932-1935年 アリス・アンブローズとマーガレット・マクドナルドのノートより』野矢茂樹訳、勁草書房〈双書プロブレーマタ 4〉、1991年10月。ISBN 4-326-19884-2。
    - アリス・アンブローズ 編『ウィトゲンシュタインの講義 ケンブリッジ1932-1935年』野矢茂樹訳、講談社学術文庫、2013年10月。ISBN 978-4-06-292196-1。

  - コーラ・ダイアモンド 編『ウィトゲンシュタインの講義 数学の基礎篇 ケンブリッジ 1939年』大谷弘・古田徹也訳、講談社学術文庫、2015年1月。ISBN 978-4-06-292276-0。
- その他
  - 『反哲学的断章』丘沢静也訳、青土社、1982年3月。
    - 『反哲学的断章』丘沢静也訳（新版）、青土社、1995年8月。ISBN 4-7917-5389-5。
    - 『反哲学的断章 文化と価値』丘沢静也訳（改訂新訳）、青土社、1999年7月。ISBN 4-7917-5732-7。

  - ルードヴィッヒ・ウィトゲンシュタイン(書簡)、パウル・エンゲルマン(著)『ルードヴィッヒ・ウィトゲンシュタインからの書簡集 追想と共に』岡田柾弘訳注、岡田柾弘、1993年。
  - 『色彩について』中村昇・瀬嶋貞徳訳、新書館、1997年9月。ISBN 4-403-23052-0。新版・ちくま学芸文庫、2025年1月
  - 『『論考』『青色本』読解』黒崎宏訳・解説、産業図書、2001年7月。ISBN 4-7828-0137-8。
  - イルゼ・ゾマヴィラ 編『ウィトゲンシュタイン 哲学宗教日記 1930-1932/1936-1937』鬼界彰夫訳、講談社、2005年11月。ISBN 4-06-212957-4。新版・講談社学術文庫、2024年12月
  - 『原因と結果：哲学』羽地亮訳、晃洋書房、2010年4月。ISBN 978-4-7710-2158-7。
  - 『透明な沈黙 哲学者ウィトゲンシュタインの言葉×新世界『透明標本』』鬼界彰夫訳、冨田伊織 透明標本、青志社、2010年8月。ISBN 978-4-903853-98-7。
  - ウィトゲンシュタイン(著)、パウル・エンゲルマン(編著)『ウィトゲンシュタインからの書簡集 「追想の記」と共に』岡田征弘訳注、岡田征弘〈数理哲学へのきっかけ論集 4〉、2011年。
  - 『ラスト・ライティングス』古田徹也、講談社、2016年5月。ISBN 978-4-06-218696-4。
  - 『小学生のための正書法辞典』丘沢静也訳・解説、萩原耕平訳、講談社〈講談社学術文庫〉、2018年12月。ISBN 978-4-06-514094-9。